# Canh khoai từ
Canh khoai từ là một loại canh có nước sền sệt chứ không phải lỏng như các loại canh khác. Canh khoai từ được nấu từ những nguyên liệu dân dã có sẵn trong vườn, từ những con tôm con tép bắt dưới ao. Đây là món canh gắn liền với những gia đình nông thôn trong những ngày trời trở lạnh.

## Nguyên liệu
- Khoai từ
- Tôm
- Hành lá, hành củ
- Gia vị: muối, nước nắm, tiêu, bột ngọt

## Chế biến
Khoai từ rửa sạch để loại bỏ lớp đất bụi bám bên ngoài. Tiếp theo là gọt vỏ và cắt khoanh mỏng vừa ăn và để ráo. 
Tôm bóc vỏ và đâm nhuyễn, sau đó ướp gia vị.
Bắt xoong lên bếp, cho hành củ vào phi thơm, cho tôm vào xào chín. Cho nước vào xâm xấp đun sôi, sau đó cho khoai từ vào nấu chín mềm. Và cuối cùng là nêm nếm gia vị cho vừa ăn rồi rắc hành lá lên.